# Дезинфекционный коврик
Дезинфекционный коврик — напольные покрытия, служащие для проведения дезинфекционных мероприятий в предприятиях сельского хозяйства, пищевой и перерабатывающей промышленности, ЛПУ (лечебно-профилактических учреждениях), в быту и т. п..

## Устройство
Состоят из 3 слоев:
1. Первый слой — мелкая крепкая сетчатая материя (ПВХ).
2. Внутренний слой — плотный мат (пенополиуретан) особой прочности, обладающий высоким эффектом впитывания.
3. Третий — нижняя и боковые части — высококачественный влагонепроницаемый материал (ПВХ) особой прочности.

Служат для дезинфекции подошвы обуви, копыт животных, колес тележек, каталок, автошин в качестве аналога ножных и копытных ванн, наливных дезбарьеров и т. п.
Дезинфекционный коврик не может обеспечить надлежащий уровень санитарно-эпидемического состояния из-за чрезвычайно короткой экспозиции с очищаемым объектом (например, подошвы обуви) и быстрой нелинейной деградации активно-действующего вещества рабочего раствора дезинфицирующего средства в результате контаминации загрязнениями с очищаемого объекта. Дезинфекционный коврик не может использоваться для прохода в помещения, классифицированные как чистые помещения (cleanroom).